# Antoine-Julien-Prosper Monne
Antoine-Julien-Prosper Monne, francoski general, * 1890, † 1975.